# Stéphane Sirot
Pour les articles homonymes, voir Sirot.
Stéphane Sirot (né le 29 avril 1966) est un historien français. Il est spécialiste de la sociologie des grèves, du syndicalisme et des relations sociales. Il enseigne l'histoire politique et sociale du XXe siècle à l'université de Cergy-Pontoise et l'histoire et la sociologie du syndicalisme et des relations sociales à l'Institut d'administration des entreprises de l'université de Nantes.

## Publications
- Électriciens et gaziers en France : une histoire sociale, XIXe – XXIe siècles, Arbre bleu éditions, coll. « Le corps social », 2017, 269 p.  (ISBN 979-10-90129-20-7)
- 1884 : des syndicats pour la République, Lormont, Le Bord de l'eau, coll. « 3e culture », 2014, 114 p.  (ISBN 978-2-3568-7304-0)
- Le syndicalisme, la politique et la grève : France et Europe : XIXe – XXIe siècles, Nancy, Arbre bleu éditions, coll. « Le corps social », 2011, 360 p.  (ISBN 979-10-90129-00-9)
- Les syndicats sont-ils conservateurs ?, Éditions Larousse, coll. « À dire vrai », 2008, 126 p.  (ISBN 978-2-03-583971-8)
- La grève en France : une histoire sociale, XIXe – XXe siècles, Éditions Odile Jacob, coll. « Histoire », 2002, 306 p.  (ISBN 978-2-7381-1172-2)n[2],[3]
- Maurice Thorez, Presses de Sciences Po, coll. « Facettes », 2000, 301 p.  (ISBN 978-2-7246-0796-3) [4]
- Histoire sociale de l'Europe : industrialisation et société en Europe occidentale, 1880-1970 (codirection avec François Guedj), Éditions Seli Arslan, coll. « Histoire, cultures et sociétés », 1998, 411 p.  (ISBN 978-2-8427-6014-4)
- « Les grèves et événements en France et dans le Nord-Pas-de-Calais », éclarairage sur trois sujets extraits du journal des "Actualités Françaises" du 11 décembre 1947, Archives INA.